# Maurice Moray, 1. Earl of Strathearn
Maurice Moray, 1. Earl of Strathearn, auch Morice oder Thomas, auch de Moravia oder Murray (* um 1290; † 17. Oktober 1346 in der Schlacht von Neville’s Cross), war ein schottischer Adliger.

## Leben
Sein Vater war Sir John Moray († um 1333), Gutsherr von Drumsagard in Lanarkshire. Maurice stammte aus erster Ehe, der Name seiner Mutter ist jedoch nicht überliefert. In zweiter Ehe heiratete sein Vater um 1322 Mary, Tochter des Maol Íosa, 7. Earl of Strathearn.
Erstmals erwähnt wurde er als einer der Führer der „patriotic party“ im August 1335, zusammen mit Patrick Dunbar, 8. Earl of Dunbar. Diese beschlossen weiteren Widerstand gegen Eduard III. und wiesen alle Friedensangebote zurück. Am 2. Dezember 1336 wurden seine Ländereien von Edward Balliol an Anthony Lucy vergeben; Maurice galt ab dann als Feind und Gegner.
1339 handelte er als Sheriff von Clydesdale; 1341 war er bei der ersten Zusammenkunft des schottischen Parlamentes nach Davids II. Rückkehr aus seinem französischen Exil anwesend. Nach der Einnahme von Stirling Castle im April 1342 wurde er als dessen Hüter eingesetzt. In der Folge erhielt er die Ländereien von Avondale, Hawick, Sprouston und Airthrey zugesprochen – ein größerer Besitz wie der anderer Lords – jedoch ohne entsprechenden Titel. Er galt als offensichtlicher Favorit des Königs und am 9. Februar 1344 wurde ihm von David II. auch der Titel des Earl of Strathearn vom in Ungnade gefallenen Maol Íosa zugesprochen. Diese Ernennung wurde vom Parlament am 12. Juni 1344 bestätigt, nachdem Maol Íosa dort zu seiner Verteidigung nicht persönlich erschienen war.
Über sein Leben und Wirken in der kurzen Zeit als Earl ist nichts bekannt. Er folgte seinem König im Jahr 1346 bei der Invasion nach England und fiel am 17. Oktober 1346 in der Schlacht von Neville’s Cross.
Maurice war einmal verheiratet. Aus der Ehe, geschlossen mit päpstlichem Dispens vom 10. Juli 1339 (auf Grund der Vorehen seiner Frau), als deren dritter Ehemann mit Joan Menteith, Tochter des John Menteith und Witwe von Maol Íosa, 7. Earl of Strathearn sowie von John Campbell, Earl of Atholl. Aus dieser Ehe stammte eine Tochter Joan, die wiederum in zweiter Ehe mit Archibald (the Grim) Douglas, 3. Earl of Douglas, verheiratet war.